# ديني فريمان
ديني فريمان (بالإنجليزية: Denny Freeman)‏ هو عازف بيانو وكاتب أغاني أمريكي، ولد في 7 أغسطس عام 1944، في أورلاندو في الولايات المتحدة.

## وصلات خارجية
- الموقع الرسمي
- ديني فريمان على موقع IMDb (الإنجليزية)
- ديني فريمان على موقع ميوزك برينز (الإنجليزية)
- ديني فريمان على موقع أول ميوزيك (الإنجليزية)
- ديني فريمان على موقع ديسكوغز (الإنجليزية)